# Retrato de Willem van Heythuysen
Retrato de Willem van Heythuysen es un cuadro del pintor neerlandés Frans Hals. Está realizado al óleo sobre lienzo. Es un retrato a tamaño natural, de grandes dimensiones, pues mide 2,04 metros de alto y 1,34 de ancho. Fue pintado hacia 1625-1630. La Alte Pinakothek, de Múnich, Alemania, lo adquirió en 1969 de la colección Liechtenstein, Vaduz; se exhibe en la pinacoteca bávara con el título de Bildnis des Willem van Heythuysen.
Se trata de uno de los retratos típicos de Hals, en el que se representa a Willem van Heythuysen, mercader que amasó su fortuna como comerciante de hilo en Haarlem. Era un estricto calvinista, y fundó en la ciudad dos asilos, uno de los cuales aún existe.
El rico mercader posa a la manera de los aristócratas, con un pie adelantado y la mano en la empuñadura de la espada, en una postura de confianza en sí mismo, casi arrogante. Detrás de él, un cortinón rojo tapa una puerta, que quizá sea la entrada al antiguo templo de Marte, cerrado en tiempos de paz. Tanto el rosal como la hoja de parra que aparece en el suelo y la pareja de amantes en el jardín detrás a la izquierda simbolizan la fugacidad, y son un recuerdo del esfuerzo que cuesta la obtención de los bienes terrenos.
El burgués es representado como una persona importante, con una vestimenta demasiado noble y rodeado de cosas bellas. El sentido último de este tipo de retrato puede ser poner en evidencia la vanidad de vanidades, la vida como una mascarada efímera, como indican especialmente las rosas marchitándose en el suelo.